# 13220 Kashiwagura
13220 Kashiwagura (1997 NG3) là một tiểu hành tinh vành đai chính được phát hiện ngày 1 tháng 7 năm 1997 bởi T. Okuni ở Nanyo.